# Wzorzec analityczny
Wzorzec analityczny, substancja odniesienia – rodzaj jednorodnej substancji o ściśle określonym składzie ustalonym na podstawie wielokrotnych analiz, które zostały wcześniej wykonane ściśle określonymi metodami w różnych laboratoriach. Wzorzec analityczny jest powszechnie stosowany w analizach porównawczych, które pozwalają na sprawdzenie nowych metod produkcji, poprzez porównanie ich ze wcześniej opracowanymi, a także upewnienie się co do właściwego działania określonej aparatury.